# Domènec Moli i Serra

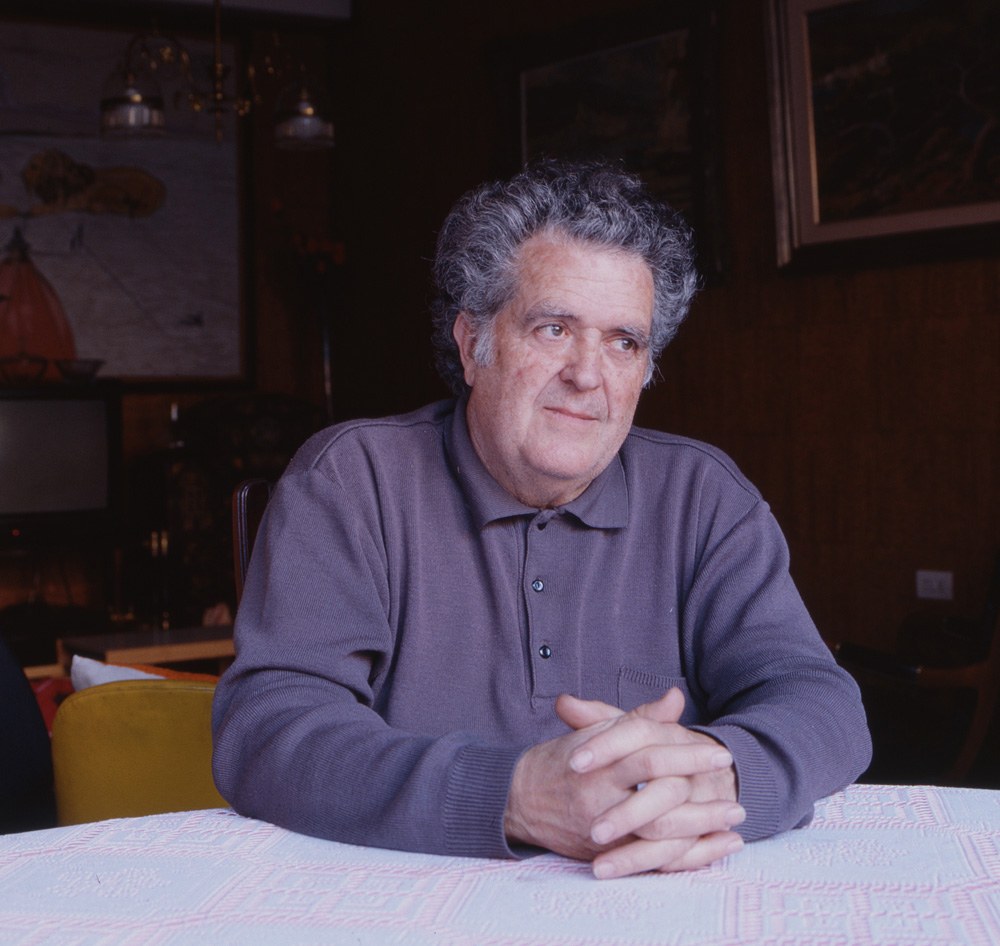
Der katalanische Schriftsteller und Kunsthistoriker Domènec Moli i Serra (1997)

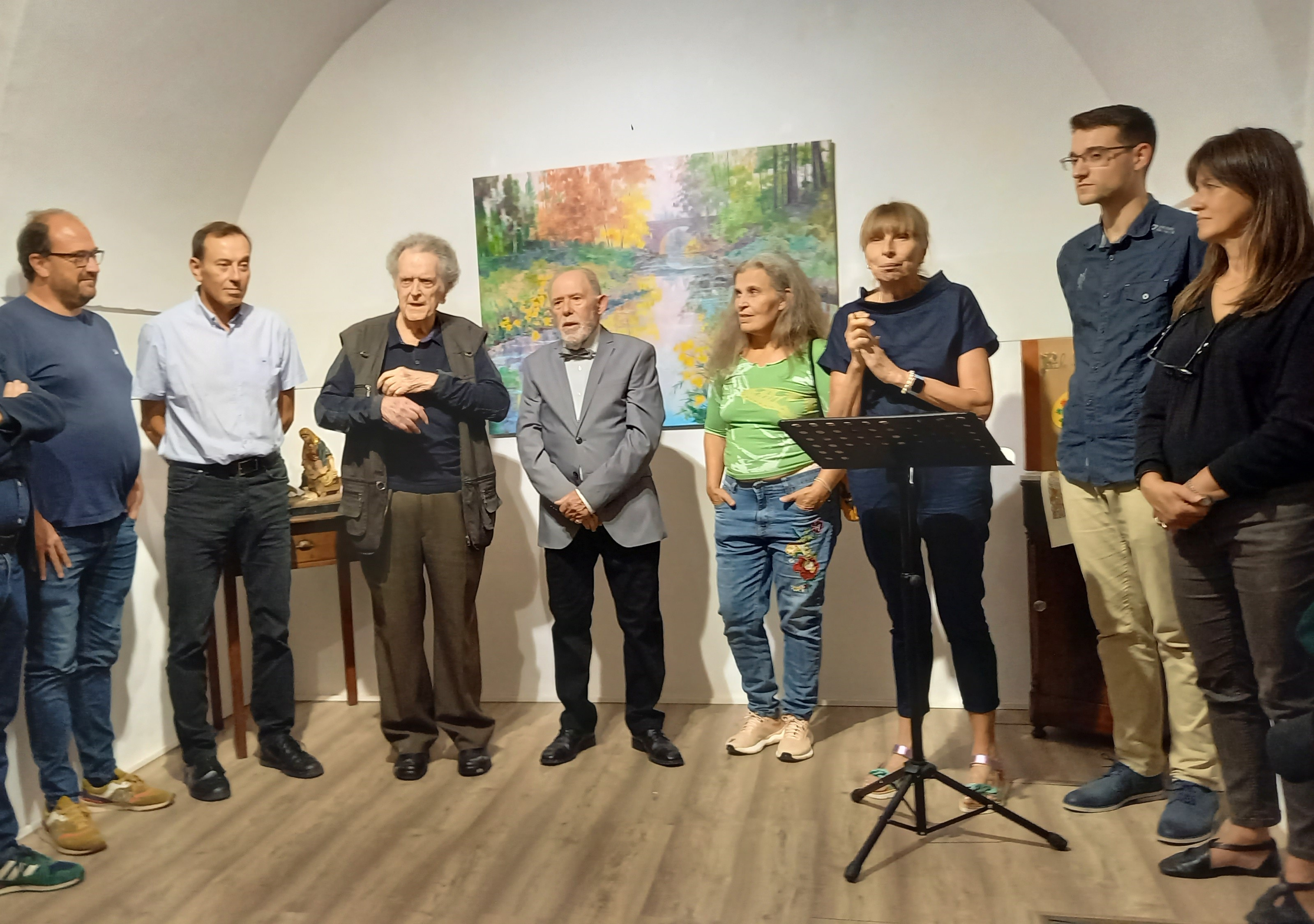
Domènec Moli i Serra (dritter von links) bei der Retrospektivausstellung des Landschaftsmalers Miquel Duran im September 2024 in Olot

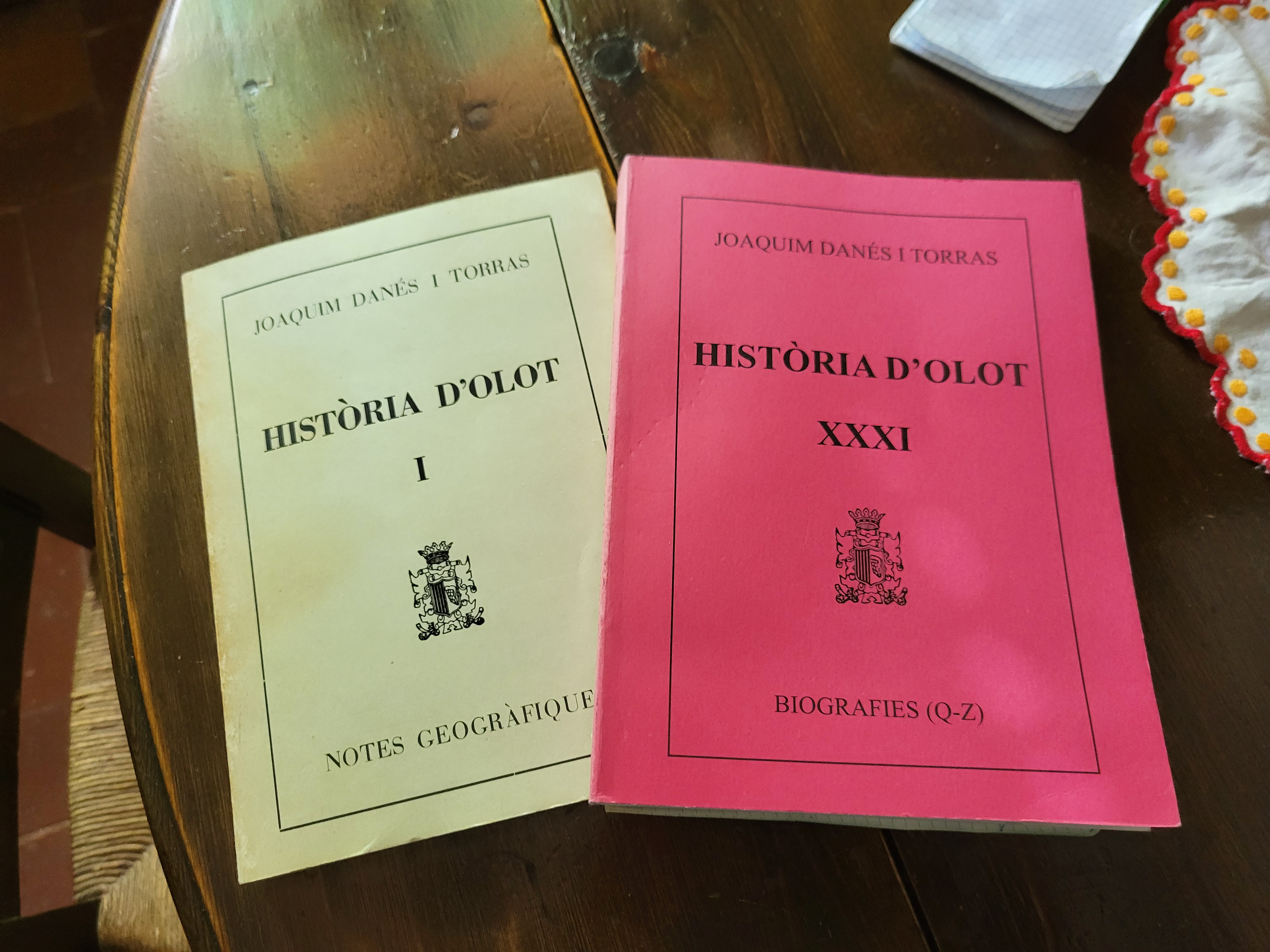
Erster (1977) und letzter, 31. (2001) Band der im Verlag Aubert unter Domènec Moli herausgegebenen Història d'Olot von Joaquim Danés

Domènec Moli i Serra (* 19. Oktober 1933 in Figueres) ist ein katalanischer Schriftsteller, Kunstkritiker, Drucker und Verleger. Er lebt seit 1958 in der Künstlerstadt Olot. Er widmete sich als Kunst- und Kulturkritiker vor allem Themen im Empordà, in der Garrotxa und speziell Malereithemen in und um Olot.

## Leben und Werk
Domènec Moli machte sein Abitur bei den „Pares Fossos“ in Figueras. Daraufhin studierte er Philosophie und Geisteswissenschaften an der Universität Barcelona. Bereits während der Studienzeit schrieb er für die Zeitschrift „Los Sitios“ (Girona), wobei er den Journalisten und Leiter der Wochenzeitung „Arriba España“ (Olot) Antonio Pastor Foraster kennenlernte, der ihn für diese Wochenzeitung gewann. 1959 ließ sich Domènec Moli in Olot nieder. Er übernahm die Leitung der letztgenannten Zeitung und wurde gleichzeitig bis 1961 Direktor von Radio Olot. In diesem Jahr übernahm er dann Verantwortung im Traditionsdruckereibetrieb der Familie seiner Frau „Aubert d'Olot“. Er übernahm die Position des Chefredakteurs von „Arriba España“ und gründete das Monatsmagazin „Puigsacalm“, das nach fünf Ausgaben eingestellt wurde, weil es Artikel in katalanischer Sprache veröffentlichte. Domènec Moli wirkte als Präsident des „Kino Verein Olot“ in dessen blühender Anfangsphase in den 1960er Jahren. Domènec Moli war Gründungsmitglied der „Premis Ciutat d'Olot“ (Kulturpreis der Stadt Olot) und von 1985 bis 1991 Präsident von Òmnium Cultural de la Garrotxa. 2010 wurde Domènec Moli mit dem „Ales a la Cultura“ („Flügel der Kultur“) der Stadt Olot ausgezeichnet. Im Hinblick auf sein kunstkritisches Arbeiten müssen insbesondere seine Veröffentlichungen zur Malereischule von Olot hervorgehoben werden.
In Olot war Domenèc Moli beruflich mit der Druckerei Aubert verbunden, die dort seit 1912 ansässig ist. Nach der Pensionierung von Joan Aubert Nadal, dem Sohn des Druckereigründers, Pere Aubert Pont, übernahm Domènec Moli die Leitung der Druckerei. Er führte Veröffentlichungen im Rahmen der „Biblioteca Olotina“ (insgesamt 143 Bände) fort. Er förderte die Herausgabe der „Història d'Olot“ („Geschichte der Stadt Olot“), von Joaquim Danés (31 Bände von 1977 bis 2001). Die Druckerei Aubert brachte zudem zahlreiche Monographien über Olot und das Empordà sowie Ausstellungskataloge von Künstlern aus der gesamten Provinz Girona heraus.
Als Schriftsteller trat Domènec Moli als Autor mit rund dreißig Monographien sowie zahlreichen Mitarbeiten an Sammelwerken und Ausstellungskatalogen hervor. Unter den Kunstbüchern stechen Biografien zu Pere Gussinyé (1978), Ramon Barnadas (1981), Xavier Viñolas (1984), Marià Oliveras i Vayreda (1990), Francesc Oliver (1991), Josep Pujol (1994) und Jordi Farjas (1995) hervor. Im Bereich der Kulinarik beziehungsweise der Jagd veröffentlichte Domènec Moli „A la recerca d'una cuina garrotxina“ (1982, „Auf der Suche nach einer Küche der Garrotxa“) i „La cacera del senglar a la Garrotxa“ (1992, „Die Wildschweinjagd in der Garrotxa“).
Domènec Moli tritt auch im hohen Alter von über 90 Jahren öffentlich in Vorträgen auf, wie beispielsweise am 5. September 2024 in Olot zur Würdigung des Lebenswerkes von Miquel Duran i Martínez (* 1939), dem Landschaftsmaler von Les Preses.